# Bockhorn (Bavière)
Pour les articles homonymes, voir Bockhorn.
Bockhorn est une commune de Bavière (Allemagne), située dans l'arrondissement d'Erding, dans le district de Haute-Bavière.